# Ceará SC
Der Ceará Sporting Club, meist kurz nur Ceará genannt, ist ein Fußballverein aus Fortaleza, der Hauptstadt des brasilianischen Bundesstaates Ceará, der am 2. Juni 1914 gegründet wurde. Er gilt als traditionsreicher und besonders innerhalb der Arbeiterklasse populärer Verein. Neben dem Erzrivalen Fortaleza EC gehört er zu den beiden führenden Vereinen Cearás. Der Verein war 1994 brasilianischer Pokalfinalist.
Das Team ist auch als Vovô (Großvater) bekannt. Der Name entstand 1919 als Meton Alencar Pinto, einer der Vereinsgründer, mit Kindern Fußball spielte und darum bat, mit dem „Großvater“ doch bitte vorsichtig zu spielen. Da Ceará auch das älteste Team in Ceará ist, blieb der Name. Das Maskottchen ist entsprechend ein „Vovô“  im Trikot des Vereins.
Cearás größter Lokalrivale ist der Fortaleza EC. Die Spiele der beiden Mannschaften gegeneinander stellen das bedeutendste Derby in Fortaleza dar. Es wird Classico Rei, „Königsklassiker“, genannt. In den letzten Jahren dominierte Fortaleza und hat Ceará in der Anzahl der Staatsmeisterschaften wieder überholt. Ein weiterer Lokalrivale ist der Ferroviário AC, der drittgrößte Verein in Fortaleza. Die „Eisenbahner“ sind aber national unbedeutend und auch in der Anzahl der Staatsmeisterschaften – 9 bis 1995 – weit im Hintertreffen.

## Geschichte
Am 2. Juni 1914 wurde der Verein als Rio Branco Foot-ball Club mit den Teamfarben weiß und lila gegründet, und ein Jahr später in Ceará Sporting Club umbenannt. Von 1914 bis 1919 gewann der Verein sechs Mal in Folge eine Meisterschaft von Ceará, die im ersten Jahr von den beteiligten fünf Klubs organisiert wurde. Zur Abhaltung der weiteren fünf Turniere, an denen weiterhin, mit Ausnahme des Maranguape Foot-ball Club nur Teams aus Fortaleza teilnahmen, wurde schließlich die Liga Metropolitana Cearense de Futebol ins Leben gerufen.
Von 1961 bis 1963 war der Klub drei Mal hintereinander Staatsmeister von Ceará. 1969 gewann Ceará den Regionalpokal der nordnordöstlichen Bundesstaaten Brasiliens, die Copa Norte-Nordeste. In den Jahren 1975 bis 1978 wurde der Klub erneut drei Mal in Folge Meister von Ceará.
1985 erreichte Ceará in der brasilianischen ersten Liga den 7. Platz. Dies ist die beste Platzierung aller Zeiten für die Mannschaft.
1994 erreichte der Verein das Finale der Copa do Brasil, dem brasilianischen Pokal, wurde in diesem aber vom Rekordsieger Grêmio Porto Alegre in den Finalspielen denkbar knapp mit 0:0 und 0:1 geschlagen. 1995 qualifizierte sich die Mannschaft für die Copa Conmebol, dem südamerikanischen Äquivalent des UEFA-Cups.
Von 1996 bis 1999 war der Klub vier Mal in Folge Meister des Bundesstaates und wurde 2006 erneut Bundesstaatsmeister.
1996 war der Teamverwalter Emanuel Gurgel, ein Geschäftsmann aus der Musikbranche (Forró-Bands). Das Team wechselte sein Heimtrikot in ein vollkommen Schwarzes, weswegen es zwischenzeitlich auch Urubu do Nordeste („Nordöstlicher Geier“) genannt wurde, in Anspielung auf das Maskottchen des Flamengo Rio de Janeiro, einen Geier.
Nach Abschluss der Série A 2022 am 13. Dezember 2022 belegte Ceará den 17. Platz und musste zur Saison 2023 absteigen. Nach Abschluss der Série B 2024 gelang als Viertplatzierter die Rückkehr in die Série A.

## Stadion
Vereinsstadion ist das Estádio Carlos de Alencar Pinto, genannt Vovozão, das aber nur für 10.000 Zuschauer Platz bietet. Daher trägt die Kampfmannschaft ihre Meisterschaftsspiele ausschließlich im Estádio Presidente Vargas, welches 22.228 Plätze hat, oder im Estádio Plácido Aderaldo Castelo das dem Bundesstaat gehört. 
Ceará teilt sich diese Spielstätte, die im Allgemeinen nur „Castelão“ genannt wird, mit dem Lokalrivalen Fortaleza EC. Das Stadion wurde am 11. November 1973 eingeweiht und bietet rund 60.000 Zuschauern Platz. Das Castelão kam auch bei der Fußball-Weltmeisterschaft 2014 zur Verwendung.

## Erfolge
Männer:
- Pokal von Brasilien: Finalist 1994; Halbfinale 2005, 2011
- Copa do Nordeste: 2015, 2020, 2023
- Copa Norte-Nordeste (Nord-Nordostbrasilianische-Regionalmeisterschaft): 1969
- Staatsmeisterschaft von Ceará: (47×) 1915, 1916, 1917, 1918, 1919, 1922, 1925, 1931, 1932, 1939, 1941, 1942, 1948, 1951, 1957, 1958, 1961, 1962, 1963, 1971, 1972, 1975, 1976, 1977, 1978, 1980, 1981, 1984, 1986, 1989, 1990, 1992, 1993, 1996, 1997, 1998, 1999, 2002, 2006, 2011, 2012, 2013, 2014, 2017, 2018, 2024, 2025
- Troféu Asa Branca: 2016

Frauen:
| Meisterschaft der Série A2    | (1×): | 2022                   |
| Staatsmeisterschaft von Ceará | (4×): | 2018, 2019, 2021, 2023 |

## Bekannte Spieler
- Josimar, 16-facher brasilianischer Nationalspieler
- André, spielte in der Bundesliga für den 1. FC Köln